# Bruce Springsteen with The Sessions Band: Live in Dublin
Bruce Springsteen with The Sessions Band: Live in Dublin es el quinto álbum en directo del músico estadounidense Bruce Springsteen, publicado por la compañía discográfica Columbia Records en junio de 2007. El álbum, grabado entre el 17 y el 19 de noviembre de 2006 en el Point Theatre de Dublín, recoge una interpretación en directo de canciones de la música folclórica de Estados Unidos grabadas en el álbum We Shall Overcome: The Seeger Sessions, junto con The Sessions Band. La publicación fue lanzada como álbum doble, DVD y Blu Ray.
El DVD, así como el álbum, no incluye el concierto completo, sino que captura los mejores momentos de los tres conciertos ofrecidos en The Point. La selección incluyó los temas más valorados por los seguidores y reinterpretaciones muy modificadas de varias canciones del catálogo musical de Springsteen como «Atlantic City», «Further on (Up the Road)» y «If I Should Fall Behind».
El DVD debutó en el primer puesto de la lista estadounidense Billboard Video Chart, mientras que el álbum alcanzó el puesto 23 de la lista Billboard 200 con 31 000 copias vendidas durante su primera semana a la venta. A día de julio de 2007, el álbum ha vendido más de 65 170 copias en los Estados Unidos.

## Lista de canciones
| Disco uno |                                                 |          |  |
| N.º       | Título                                          | Duración |  |
| 1.        | «Atlantic City»                                 | 5:11     |  |
| 2.        | «Old Dan Tucker»                                | 3:32     |  |
| 3.        | «Eyes on the Prize»                             | 6:04     |  |
| 4.        | «Jesse James»                                   | 5:36     |  |
| 5.        | «Further on (Up the Road)»                      | 5:56     |  |
| 6.        | «O Mary Don't You Weep»                         | 7:00     |  |
| 7.        | «Erie Canal»                                    | 4:35     |  |
| 8.        | «If I Should Fall Behind»                       | 5:14     |  |
| 9.        | «My Oklahoma Home»                              | 8:26     |  |
| 10.       | «Highway Patrolman»                             | 5:50     |  |
| 11.       | «Mrs. McGrath»                                  | 5:04     |  |
| 12.       | «How Can a Poor Man Stand Such Times and Live?» | 3:20     |  |
| 13.       | «Jacob's Ladder»                                | 7:00     |  |

| Disco dos |                                  |          |  |
| N.º       | Título                           | Duración |  |
| 1.        | «Long Time Comin'»               | 4:50     |  |
| 2.        | «Open All Night»                 | 8:05     |  |
| 3.        | «Pay Me My Money Down»           | 6:00     |  |
| 4.        | «Growin' Up»                     | 4:32     |  |
| 5.        | «When the Saints Go Marching In» | 5:13     |  |
| 6.        | «This Little Light of Mine»      | 3:10     |  |
| 7.        | «American Land»                  | 4:23     |  |

| Temas extra |                             |          |  |
| N.º         | Título                      | Duración |  |
| 8.          | «Blinded By the Light»      | 4:44     |  |
| 9.          | «Love of the Common People» | 4:40     |  |
| 10.         | «We Shall Overcome»         | 5:47     |  |

## Personal
- Bruce Springsteen: voz, guitarra y armónica
- Sam Bardfeld: violín y coros
- Art Baron: sousafón, trombón, mandolina, tin whistle y bombardino
- Frank Bruno: guitarra acústica y coros
- Jeremy Chatzky: bajo y contrabajo
- Larry Eagle: batería y percusión
- Clark Gayton: trombón, percusión y coros
- Charles Giordano: piano, acordeón, órgano Hammond y coros
- Curtis King Jr.: percusión y coros
- Greg Leisz: banjo y coros
- Lisa Lowell: percusión y coros
- Ed Manion: saxofón tenor, saxofón barítono, percusión y coros
- Cindy Mizelle: percusión y coros
- Curt Ramm: trompeta, percusión y coros
- Marty Rifkin:– steel guitar, dobro y mandolina
- Patti Scialfa: guitarra acústica y coros
- Marc Anthony Thompson: guitarra acústica y coros
- Soozie Tyrell: violín y coros

## Posición en listas
| Año  | País              | Lista                       | Posición |
| ---- | ----------------- | --------------------------- | -------- |
| 2007 | Alemania          | Media Control Albums Charts | 11       |
| 2007 | Australia         | ARIA Albums Chart           | 40       |
| 2007 | Austria           | Ö3 Austria Top 40           | 20       |
| 2007 | Bélgica (Flandes) | Ultratop 200 Albums         | 8        |
| 2007 | Bélgica (Valonia) | Ultratop 200 Albums         | 49       |
| 2007 | Dinamarca         | Tracklisten Album Top-40    | 5        |
| 2007 | España            | Promusicae Albums Chart     | 3        |
| 2007 | Estados Unidos    | Billboard 200               | 23       |
| 2007 | Francia           | SNEP Albums Chart           | 27       |
| 2007 | Irlanda           | Irish Albums Chart          | 1        |
| 2007 | Italia            | Italian Albums Chart        | 4        |
| 2007 | Noruega           | VG-lista Albums Chart       | 2        |
| 2007 | Países Bajos      | Mega Album Top 100          | 4        |
| 2007 | Reino Unido       | UK Album Chart              | 21       |
| 2007 | Suecia            | Albums Top 60               | 2        |
| 2007 | Suiza             | Top Albums 100              | 28       |